# Gerda Johansson
Gerda Leopoldina Johansson, född 5 januari 1859 i Göteborgs domkyrkoförsamling, Göteborgs och Bohus län, död 23 april 1937 i Göteborgs Annedals församling, Göteborgs och Bohus län, var en svensk sångerska.

## Biografi
Gerda Johansson föddes 1859 i Göteborg. Vid ung ålder började hon att spela på Stora Teatern under ledning av Lorentz Lundgren. Hon begav sig 1866 på konsertturné i Sverige och Tyskland med Julius Wiberghs och Ludvig Bromans damkvartett. Johansson återvände till Sverige 1867 och framträdde då tillsammans med en dubbelkvartett på Berns salonger. Då Wiberg och Broman gick skilda vägar, följde hon med Broman till Finland, Zoologische Garten i Sankt Petersburg, Ryssland, Concordia, Belle Alliance och Wintergarten i Berlin, Danzers Orpheum i Wien och Danmark. Därefter reste Johansson med fröken Ida Andréns sångsällskap Andréeska damsextetten. Under Anders Gottfrid Rörströms i Malmö ledning bildade Johansson nu, jämte alten Clara Ahlberg och sopranen Nathalia Ferméus, den berömda Göteborgs damtrio. De framträdde framgångsrikt på Berns salonger 1892. Johansson bildade 1893 Göteborgsduettisterna tillsammans med sopranen Ellen Nordström och de debuterade med stor framgång på Helsan i Helsingborg. Johansson sjöng även duetter i Göteborg tillsammans med August Westling.